# لیگ برتر بسکتبال مردان ایران
لیگ برتر بسکتبال ایران بالاترین سطح لیگ بسکتبال در ایران می‌باشد که از سال ۱۳۶۸ هرساله در حال برگزاری است و از سال ۱۳۷۷ مسابقات آن به شکل فعلی برگزار می‌شود. در دهه ۱۳۵۰ پیش از انقلاب ایران، مسابقات بسکتبال باشگاه‌های مردان ایران جام ولیعهد برگزار می‌شد. تیم پهلوی تهران، در سال ۱۳۵۴ نخستین باشگاه قهرمان مسابقات بسکتبال کشوری شد.

## لیگ بسکتبال ایران از آغاز تا امروز

### جام قهرمانی باشگاه‌های تهران
مسابقات جام قهرمانی باشگاه‌های تهران یکی از قدیمی‌ترین مسابقات بسکتبال در کشور بود که قبل از شروع لیگ‌های کشوری مهم‌ترین مسابقات باشگاهی در ایران بود.
- در مسابقات بسکتبال قهرمانی باشگاه‌های تهران تیم تاج در دیدار نهایی توانست تیم جوان را شکست داده و به مقام قهرمانی برسد.[۴][۵]
- تیم بسکتبال تاج عنوان قهرمانی رقابت‌های قهرمانی باشگاه‌های تهران سال ۱۳۳۰ را به دست آورد.[۶][۷]
- تیم بسکتبال تاج عنوان قهرمانی رقابت‌های قهرمانی باشگاه‌های تهران سال ۱۳۳۱ را به دست آورد.[۸][۹]
- تیم بسکتبال تاج عنوان قهرمانی رقابت‌های قهرمانی باشگاه‌های تهران سال ۱۳۳۲ را به دست آورد.[۱۰][۱۱]
- در مسابقات بسکتبال باشگاه‌های تهران ۱۳۳۵، تیم تاج با برتری بر تیم نیروی هوایی عنوان قهرمانی را کسب نمود.[۱۲][۱۳]
- در مسابقات بسکتبال باشگاه‌های تهران در فصل ۱۳۳۶–۳۷، تیم تاج عنوان قهرمانی را کسب نمود.[۱۴][۱۵]
- در مسابقات بسکتبال قهرمانی باشگاه‌های تهران سال ۱۳۴۷ تیم بسکتبال تاج پس از تیم پاس و عقاب به مقام سوم باشگاه‌های تهران دست یافت.[۱۶][۱۷]
- در مسابقات بسکتبال قهرمانی باشگاه‌های تهران فصل ۴۴–۴۵، تیم بسکتبال تاج پس از تیم‌های پاس و عقاب در مکان سوم جای گرفت.[۱۸][۱۹]
- در مسابقات بسکتبال باشگاه‌های تهران در سال ۱۳۴۴ تیم تاج به مقام قهرمانی این دوره از مسابقات رسید. اعضاء تیم تاج عبارت بودند از: اکبر کرباسی، سعید حسینی، محمود مشحون، غلامرضا واعظی، علیرضا پورباقر، سیاوش ثاقب، پرویز رضوان، فلاح مربی: رضا اوشار[۲۰][۲۱]

| دوره | فصل  | قهرمان         | نایب‌قهرمان     | جایگاه سوم | منبع                        |
| ---- | ---- | -------------- | -------------- | ---------- | --------------------------- |
|      |      |                |                |            |                             |
|      |      |                |                |            |                             |
|      | ۱۳۴۰ | نادر یا دارایی |                |            |                             |
|      | ۱۳۴۱ | دارایی         | پولاد          |            | [ ۲۴ ]                      |
|      | ۱۳۴۲ | پولاد یا تاج   |                |            |                             |
|      | ۱۳۴۳ | عقاب           | تاج            |            | [ ۲۵ ]                      |
|      | ۱۳۴۴ | دخانیات        | تاج            | پاس        | [ ۲۴ ] [ ۲۵ ]               |
|      | ۱۳۴۵ | عقاب           |                |            | [ ۲۵ ]                      |
|      | ۱۳۴۶ | پاس            |                |            | [ ۲۲ ] [ ۲۴ ]               |
|      | ۱۳۴۷ | پاس            | تاج            |            | [ ۲۲ ] [ ۲۴ ] [ ۲۵ ]        |
|      | ۱۳۴۸ | پاس            | تاج            |            | [ ۲۲ ] [ ۲۴ ] [ ۲۵ ]        |
|      | ۱۳۴۹ | پاس            |                |            | [ ۲۲ ] [ ۲۴ ]               |
|      | ۱۳۵۰ | دخانیات        | پاس            |            | [ ۲۵ ] [ ۲۶ ]               |
|      | ۱۳۵۱ | هما            | پاس            | دخانیات    | [ ۲۴ ] [ ۲۵ ] [ ۲۷ ]        |
|      | ۱۳۵۲ | هما            |                | پاس        | [ ۲۴ ] [ ۲۵ ] [ ۲۸ ]        |
|      | ۱۳۵۳ | هما            |                | پاس        | [ ۲۴ ] [ ۲۵ ] [ ۲۹ ] [ ۳۰ ] |
|      | ۱۳۵۴ | پهلوی تهران    | دخانیات یا پاس |            | [ ۲۴ ] [ ۲۶ ]               |
|      | ۱۳۵۵ |                | پرسپولیس تهران |            | [ ۲۵ ] [ ۲۶ ]               |
|      |      |                |                |            |                             |
|      | ۱۳۶۶ | پرسپولیس تهران |                |            | [ ۳۱ ]                      |

### جام ولیعهد

تصویری از دیدار فینال نخستین دوره جام بسکتبال ولیعهد در سال ۱۳۵۴ بین پهلوی تهران و پرسپولیس گرگان. محسن خلخالی در حال عبور از منصوریان. پهلوی تهران، پرسپولیس گرگان را با اختلاف یک امتیاز شکست داد و نخستین باشگاه بسکتبال قهرمان در لیگ ایران شد. تصویر از مجله دنیای ورزش شماره ۲۹۴.

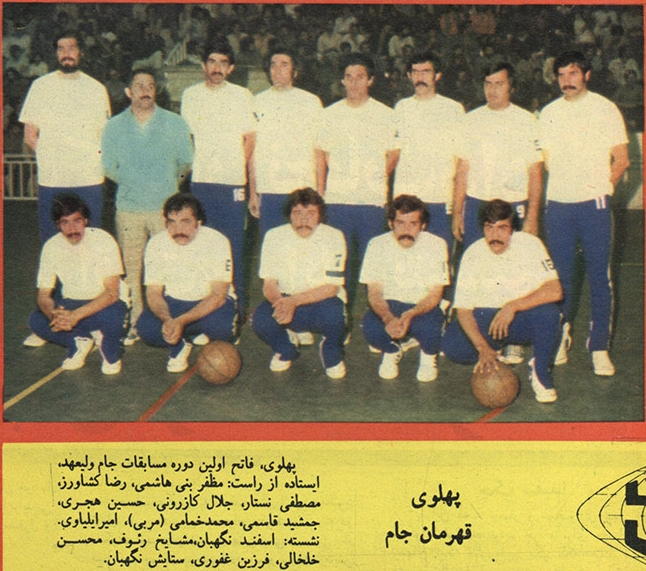
تصویر تیم پهلوی تهران قهرمان نخستین دوره مسابقات بسکتبال باشگاه‌های مردان ایران، جام ولیعهد در سال ۱۳۵۴. تصویر از مجله دنیای ورزش شماره ۲۹۴.

نخستین دوره از مسابقات جام ولیعهد (مسابقات بسکتبال باشگاه‌های مردان ایران) در سال ۱۳۵۴ برگزار شد. این مسابقات در ۳ مرحله و با حضور ۱۲ تیم از ۹ شهر آغاز شد. تیم‌های شرکت کننده در نخستین دوره لیگ باشگاه‌های بسکتبال مردان ایران عبارت است از: راه‌آهن مشهد، ذوب‌آهن اصفهان، پرسپولیس تهران، تاج شیراز، پاس تهران، ماشین‌سازی تبریز، پرسپولیس گرگان، پهلوی تهران، شهباز اهواز، تاج سنندج، همای تهران و پاس کرمانشاه. این مسابقات با قهرمانی تیم پهلوی تهران به پایان رسید.
| دوره | فصل  | قهرمان                           | نایب‌قهرمان                       | جایگاه سوم                       | منبع                             |
| ---- | ---- | -------------------------------- | -------------------------------- | -------------------------------- | -------------------------------- |
| ۱    | ۱۳۵۴ | پهلوی تهران                      | پرسپولیس گرگان                   | پاس تهران                        | [ ۲۵ ]                           |
| ۲    | ۱۳۵۵ | پرسپولیس تهران                   |                                  | پاس تهران                        | [ ۲۴ ] [ ۲۵ ] [ ۲۶ ]             |
| ۳    | ۱۳۵۶ | دخانیات تهران                    | ایرانا تهران                     | سپاهان اصفهان                    | [ ۲۵ ] [ ۳۱ ]                    |
| ۴    | ۱۳۵۷ | به دلیل انقلاب ایران برگزار نشد. | به دلیل انقلاب ایران برگزار نشد. | به دلیل انقلاب ایران برگزار نشد. | به دلیل انقلاب ایران برگزار نشد. |

### لیگ قهرمانان
| فصل     | قهرمان          | نایب قهرمان        | مقام سوم                  |
| ------- | --------------- | ------------------ | ------------------------- |
| ۱۳۶۹-۷۰ | ژاندارمری تهران | شاهین گرگان        |                           |
| ۱۳۷۰-۷۱ | شهرداری اصفهان  | شاهین گرگان        | گسترش تهران               |
| ۱۳۷۱-۷۲ | شهرداری اصفهان  | دانشگاه آزاد تهران | اتکا گرگان                |
| ۱۳۷۲-۷۳ | ذوب‌آهن اصفهان   | بانک تجارت تهران   | اتکا گرگان                |
| ۱۳۷۳-۷۴ | ذوب‌آهن اصفهان   | بانک تجارت تهران   | اتکا گرگان & راه‌آهن تهران |
| ۱۳۷۴-۷۵ | پیکان           | ذوب‌آهن اصفهان      | راه‌آهن تهران              |
| ۱۳۷۵-۷۶ | ذوب‌آهن اصفهان   | پیکان              | راه‌آهن تهران              |
| ۱۳۷۶-۷۷ | پیکان           | ذوب‌آهن اصفهان      | فتح تهران                 |

### لیگ برتر
| فصل       | قهرمان                                            | نایب قهرمان                                       | مقام سوم                                          |
| --------- | ------------------------------------------------- | ------------------------------------------------- | ------------------------------------------------- |
| ۱۳۷۷-۷۸   | ذوب‌آهن اصفهان                                     | پیکان                                             | فجر سپاه تهران                                    |
| ۷۹–۱۳۷۸   | ذوب‌آهن اصفهان                                     | پیکان                                             | شهرداری گرگان                                     |
| ۸۰–۱۳۷۹   | ذوب‌آهن اصفهان                                     | فولاد مبارکه اصفهان                               | ایران نارا تهران                                  |
| ۸۱–۱۳۸۰   | ذوب‌آهن اصفهان                                     | صنام تهران                                        | پیکان                                             |
| ۸۲–۱۳۸۱   | صنام تهران                                        | ایران نارا تهران                                  | ذوب‌آهن اصفهان                                     |
| ۸۳–۱۳۸۲   | صبا باتری تهران                                   | صنام تهران                                        | ذوب‌آهن اصفهان                                     |
| ۸۴–۱۳۸۳   | صنام تهران                                        | صبا باتری تهران                                   | پیکان                                             |
| ۸۵–۱۳۸۴   | صبا باتری تهران                                   | پتروشیمی بندر امام                                | پیکان                                             |
| ۸۶–۱۳۸۵   | صبا باتری تهران                                   | پتروشیمی بندر امام                                | مهرام تهران                                       |
| ۸۷–۱۳۸۶   | مهرام تهران                                       | صبا باتری تهران                                   | کاوه تهران                                        |
| ۸۸–۱۳۸۷   | مهرام تهران                                       | ذوب‌آهن اصفهان                                     | صبامهر قزوین                                      |
| ۸۹–۱۳۸۸   | مهرام تهران                                       | ذوب‌آهن اصفهان                                     | صبامهر قزوین                                      |
| ۹۰–۱۳۸۹   | مهرام تهران                                       | ذوب‌آهن اصفهان                                     | پتروشیمی بندر امام                                |
| ۹۱–۱۳۹۰   | مهرام تهران                                       | پتروشیمی بندر امام                                | فولادماهان اصفهان                                 |
| ۹۲–۱۳۹۱   | پتروشیمی بندر امام                                | مهرام تهران                                       | فولادماهان اصفهان                                 |
| ۹۳–۱۳۹۲   | پتروشیمی بندر امام                                | مهرام تهران                                       | دانشگاه آزاد                                      |
| ۹۴–۱۳۹۳   | مهرام تهران                                       | دانشگاه آزاد                                      | پتروشیمی بندر امام                                |
| ۹۵–۱۳۹۴   | پتروشیمی بندر امام                                | پالایش نفت آبادان                                 | شیمیدر                                            |
| ۹۶–۱۳۹۵   | پتروشیمی بندر امام                                | پالایش نفت آبادان                                 | شیمیدر                                            |
| ۹۷–۱۳۹۶   | شهرداری تبریز                                     | مهرام                                             | پتروشیمی بندر امام                                |
| ۹۸–۱۳۹۷   | پتروشیمی بندر امام                                | شهرداری گرگان                                     | شیمیدر                                            |
| ۹۹–۱۳۹۸   | به علت شیوع بیماری کووید–۱۹ در ایران ناتمام ماند. | به علت شیوع بیماری کووید–۱۹ در ایران ناتمام ماند. | به علت شیوع بیماری کووید–۱۹ در ایران ناتمام ماند. |
| ۱۳۹۹–۱۴۰۰ | شهرداری گرگان                                     | مهرام                                             | شیمیدر                                            |
| ۱۴۰۰–۱۴۰۱ | شهرداری گرگان                                     | ذوب‌آهن اصفهان                                     | شیمیدر - نظم آوران سیرجان                         |
| ۱۴۰۱-۱۴۰۲ | شهرداری گرگان                                     | کاله مازندران                                     | ذوب‌آهن اصفهان - پالایش نفت آبادان                 |
| ۱۴۰۲-۱۴۰۳ | طبیعت                                             | شهرداری گرگان                                     | مهرام تهران - ذوب‌آهن اصفهان                       |
| ۱۴۰۳-۱۴۰۴ | شهرداری گرگان                                     | طبیعت                                             | پالایش نفت آبادان - کاله مازندران                 |

## عناوین به دست آمده توسط باشگاه‌ها
| تیم                 | تعداد قهرمانی | تعداد نایب قهرمانی ‌‌تعداد مقام سوم | سالهای قهرمانی                           | سالهای نایب قهرمانی                |
| ------------------- | ------------- | --------------------------------- | ---------------------------------------- | ---------------------------------- |
| ذوب‌آهن اصفهان       | ۷             | ۶                                 | ۱۹۹۲، ۱۹۹۴، ۱۹۹۵، ۲۰۰۰، ۲۰۰۱، ۲۰۰۲، ۲۰۰۳ | ۱۹۹۶، ۱۹۹۸، ۲۰۰۹، ۲۰۱۰، ۲۰۱۱، ۲۰۱۲ |
| مهرام تهران         | ۶             | ۴                                 | ۲۰۰۸، ۲۰۰۹، ۲۰۱۰، ۲۰۱۱، ۲۰۱۲             | ۲۰۱۴ ،۲۰۱۳ ،۲۰۱۸ ،۲۰۲۱             |
| پتروشیمی بندر امام  | ۵             | ۴                                 | ۲۰۱۸ ،۲۰۱۶، ۲۰۱۷، ۲۰۰۷، ۲۰۰۶             |                                    |
| شهرداری گرگان       | ۴             | ۲                                 | ۲۰۲۱، ۲۰۲۲، ۲۰۲۳، ۲۰۲۵                   | ۱۹۷۵، ۲۰۱۹، ۲۰۲۴                   |
| صبا باتری           | ۳             | ۲                                 | ۲۰۰۴، ۲۰۰۶، ۲۰۰۷                         | ۲۰۰۵، ۲۰۰۸                         |
| پیکان               | ۲             | ۳                                 | ۱۹۹۶، ۱۹۹۸                               | ۱۹۹۷، ۱۹۹۹، ۲۰۰۰                   |
| صنام تهران          | ۲             | ۲                                 | ۲۰۰۳، ۲۰۰۵                               | ۲۰۰۲، ۲۰۰۴                         |
| پالایش نفت آبادان   | ۱             | ۲                                 | ۲۰۱۹                                     | ۲۰۱۶، ۲۰۱۷                         |
| طبیعت               | ۱             | ۱                                 | ۲۰۲۵                                     | ۲۰۲۴                               |
| پهلوی تهران         | ۱             | ۰                                 | ۱۳۵۴                                     | –                                  |
| ژاندارمری تهران     | ۱             | ۰                                 | ۱۹۹۰                                     |                                    |
| شهرداری تبریز       | ۱             | ۰                                 | ۲۰۱۸                                     |                                    |
| بانک تجارت تهران    | ۰             | ۲                                 | –                                        | ۱۹۹۴، ۱۹۹۵                         |
| دانشگاه آزاد تهران  | ۰             | ۱                                 | –                                        | ۱۹۹۳                               |
| فولاد مبارکه سپاهان | ۰             | ۱                                 | –                                        | ۲۰۰۱                               |
| ایران نارا تهران    | ۰             | ۱                                 | –                                        | ۲۰۰۳                               |
| کاله مازندران       | ۰             | ۱                                 | –                                        | ۲۰۲۳                               |
| پرسپولیس گرگان      | ۰             | ۱                                 | –                                        | ۱۳۵۴                               |

## عناوین به دست آمده توسط شهرستان‌ها
| شهرستان | قهرمانی | نایب قهرمانی |
| ------- | ------- | ------------ |
| تهران   | ۱۶      | ۱۴           |
| اصفهان  | ۹       | ۷            |
| ماهشهر  | ۵       | ۴            |
| گرگان   | ۴       | ۲            |
| آبادان  | ۱       | ۲            |
| تبریز   | ۱       | ۰            |

## لیست تیم‌های کنونی
- در این دوره از مسابقات لیگ برتر بسکتبال (فصل 1403-1404) دوازده تیم حضور دارند:
  - مهگل البرز
  - ذوب آهن اصفهان
  - گلنور اصفهان
  - آینده سازان تهران
  - پالایش نفت آبادان
  - لیموندیس شیراز
  - آسمان ولایت مشهد
  - طبیعت اسلامشهر
  - شهرداری گرگان
  - پایش پارت شاهرود
  - پترو نوین ماهشهر
  - فولاد هرمزگان
  - کاله آمل
  - استقلال تهران

## بازیکنان برجسته و سرشناس خارجی
- زلاتکو یوانویچ
- نژاد سینانویچ
- ابراهیم جابر
- گارث جوزف
- هروه توره
- ماکان دیوماسی
- نیکولوز تسکیتیشویلی
- نستوراس کوماتوس
- کاسپارس کامبالا
- ماریوس پرکویچیوس
- الونگ بیشاپ
- سومایلا ساماکه
- فرانسیسکو السون
- پرو کامرون
- گیب مونکه
- ساندیس بوسکوویچ
- ژولیوس انووسو
- اجیک اوگباجا
- جیمی یوردا
- شیخ سامب
- پاپی سو
- ثانی بچیرویچ
- مارکو میلیچ
- اسکار یبرا
- تورای براگس
- اد الیسما
- جوزف فورته
- مارلون گارنت
- مایک جونز
- مارک کاچر
- پریست لادردیل
- آرت لانگ
- تونی مدیسون
- وایتاری مارش
- لی نیلون
- آندره پیتس
- کارلوس پاول
- آلوین سیمز
- جباری اسمیت
- عمر اسنید
- جکسون ورومن
- رابرت ویلی
- لورن وودز
- کوین شپرد
- لئوناردو گارسیا
- اسموش پارکر
- پری پتی
- نیکولا دراگوویچ
- واورلی آستین